# Ameivula confusioniba
Ameivula confusioniba — вид ящірок родини теїдових (Teiidae). Ендемік Бразилії. Описаний у 2011 році.

## Поширення і екологія
Ameivula confusioniba мешкають в національному парку Серра-дас-Конфусойнс в штаті Піауї на північному сході Бразилії. Вони живуть серед пісковикових скель у перехідній зоні між серрадо та каатингою, в басейні річки Парнаїба, на висоті від 450 до 700 м над рівнем моря.